# Santa-Reparata-di-Moriani
 Santa-Reparata-di-Moriani  là một xã ở tỉnh Haute-Corse trên đảo Corse, Pháp.